# 春名和雄
春名 和雄（はるな かずお、1919年3月15日 - 2002年3月3日）は、日本の経営者。神奈川県横浜市出身。

## 経歴
1940年に東亜同文書院大学を卒業し、同年に丸紅の前身である大同貿易に入社。
ロンドン支店長などを経て、1968年に取締役に就任し、常務、専務、副社長を歴任し、1983年に社長に就任した。1987年から1997年までに会長を務めた。
経済界における中国通とも知られており、社長時代には対中ビジネスを切り開き、1991年から1999年までに日中経済協会副会長を務めた。
2002年3月3日心不全のために死去。82歳没。

## 栄誉
- ブラジル南十字星勲章(1988年)
- ベルギー・コマンドール王冠勲章(1988年)
- ブルガリアマダラの騎士勲章(1996年)
- 勲二等旭日重光章(1999年)
- ベルギー大十字勲章(1999年)